# Mert Yilmaz
Mert Yilmaz (Berlin, 1999. március 8.) német születésű török korosztályos válogatott labdarúgó, a Bursaspor játékosa kölcsönben az Antalyaspor csapatától.

## Pályafutása

### Klubcsapatokban
A Nordberliner és a Tennis Borussia Berlin korosztályos csapataiban nevelkedett, mielőtt 2014-ben az RB Leipzig akadémiájára került volna. 2017. május 20-án mutatkozott be a Berliner AK ellen a második csapatban. 2018 nyarán 2021. június 30-ig szóló szerződést írt alá a Bayern München II csapatával. Első szezonjában megnyerték a negyedosztályt a klubbal. 2020 szeptemberében a török Antalyaspor csapatába szerződött. Október 18-án mutatkozott be az élvonalban a Gaziantep csapata ellen. 2021. szeptember 8-án jelentették be, hogy a 2021–22-es szezont kölcsönbe a Bursaspor csapatánál tölti.

### A válogatottban
Többszörös korosztályos válogatott. Részt vett a 2018-as U19-es labdarúgó-Európa-bajnokságon.

## Statisztika
2021. december 25-én frissítve.
| Klub              | Szezon   | Bajnokság            | Bajnokság | Bajnokság | Kupa  | Kupa  | Nemzetközi | Nemzetközi | Egyéb | Egyéb | Összesen | Összesen |
| Klub              | Szezon   | Osztály              | Mérk.     | Gólok     | Mérk. | Gólok | Mérk.      | Gólok      | Mérk. | Gólok | Mérk.    | Gólok    |
| ----------------- | -------- | -------------------- | --------- | --------- | ----- | ----- | ---------- | ---------- | ----- | ----- | -------- | -------- |
| RB Leipzig II     | 2016–17  | Regionalliga Nordost | 1         | 0         | 0     | 0     | –          | –          | –     | –     | 1        | 0        |
| RB Leipzig II     | Összesen | Összesen             | 1         | 0         | 0     | 0     | 0          | 0          | 0     | 0     | 1        | 0        |
| Bayern München II | 2018–19  | Regionalliga Bayern  | 27        | 1         | 0     | 0     | –          | –          | –     | –     | 27       | 1        |
| Bayern München II | 2019–20  | 3. Liga              | 17        | 0         | 0     | 0     | –          | –          | –     | –     | 17       | 0        |
| Bayern München II | 2020–21  | 3. Liga              | 0         | 0         | 0     | 0     | –          | –          | –     | –     | 0        | 0        |
| Bayern München II | Összesen | Összesen             | 44        | 1         | 0     | 0     | 0          | 0          | 0     | 0     | 44       | 1        |
| Antalyaspor       | 2020–21  | Süper Lig            | 11        | 0         | 3     | 0     | 0          | 0          | –     | –     | 14       | 0        |
| Antalyaspor       | Összesen | Összesen             | 11        | 0         | 3     | 0     | 0          | 0          | 0     | 0     | 14       | 0        |
| Bursaspor         | 2021–22  | 1.Lig                | 12        | 0         | 0     | 0     | –          | –          | –     | –     | 12       | 0        |
| Bursaspor         | Összesen | Összesen             | 12        | 0         | 0     | 0     | 0          | 0          | 0     | 0     | 12       | 0        |
| Összesen          | Összesen | Összesen             | 68        | 1         | 3     | 0     | 0          | 0          | 0     | 0     | 71       | 1        |

## Sikerei, díjai
- Bayern München II
  - Regionalliga Bayern: 2018–19
  - 3. Liga: 2019–20

## Külső hivatkozások
- Mert Yilmaz adatlapja a Transfermarkt oldalon (angolul)
- Mert Yilmaz adatlapja a Soccerway oldalon (angolul)